# Hans von Berlepsch (friherre)
Karl Rudolf Hans von Berlepsch, född 18 oktober 1857, död 2 september 1933, var en tysk friherre och ornitolog.
von Berlepsch var grundare av det vetenskapliga skyddet av fåglar. Han anlade för ändamålet en försöksstation, som 1908 övertogs av tyska staten. von Berlepsch företog åtskilliga forskningsresor till Nordafrika, Sydamerika och Norra Ishavet. Han utgav bland annat Der gesamte Vogelschutz, seine Begründung und Ausführung auf wissenschaftlich natürliche Grundlage (1899).